# 迪齊·汀恩
傑伊·漢納·「迪齊」·汀恩（英語：Jay Hanna "Dizzy" Dean，1910年1月16日—1974年7月17日），為美國職棒大聯盟的投手。他生涯曾效力過紅雀、小熊與布朗隊。1934年，他單季拿下30勝，成為國家聯盟最後一位單季拿超過30勝的投手。1953年，汀恩成功入選棒球名人堂。2014年，他入選了紅雀隊的名人堂。

## 職業生涯

### 球隊王牌
1930年9月底，汀恩登上大聯盟。而他也在這年投出一場3安打的完投勝。
1934年，汀恩以30勝7敗拿下勝投王，另外他的防禦率為2.66。而他的弟弟兼隊友Paul，也拿下19勝11敗。
在這年球季開打前，汀恩曾預測他和Paul可以合計拿下45勝，最後兩人分別以30和19勝達成汀恩的預言。紅雀也順利淘汰巨人拿下國聯冠軍，而汀恩則是在這年拿下國聯MVP。
1934年世界大賽第4場，汀恩在比賽中擔任代跑。而下一棒打者擊出可能造成雙殺的滾地球，汀恩為了避免雙殺而選擇干擾野手，結果反而被球擊中頭部，最後他被送醫急救。不過據傳當時汀恩照了X光後發現頭蓋骨並無大礙，所以他趕在第5場先發，但是最後吞下敗投。弟弟Paul在第6場拿下勝利後，汀恩於第7場比賽登板，而他最終也拿下勝利。

### 傷病困擾
1937年美國職棒大聯盟全明星賽，汀恩在先發面對印地安人隊的厄爾·艾佛瑞爾時，被一顆投手正面強襲球擊中腳趾。在休息過後，汀恩改變了他的投球姿勢，不過這也導致他後來弄傷了自己的手，最後連快速球的投不出來。
1938年，汀恩的手幾乎可以說是廢了。不過小熊隊的球探聽從老闆的指示給了汀恩一份18萬5000美元的合約。而這年汀恩也幫助小熊隊打進世界大賽。1938年世界大賽，汀恩在第二場比賽先發。結果他在8局上遭到洋基隊逆轉吞敗，最後小熊4連敗被洋基橫掃。
1941年出賽一場後，汀恩就被小熊隊釋出，這時他也才31歲而已。之後他便在布朗隊擔任播報員，但是這段時期的布朗隊戰績不佳。後來汀恩甚至說他來投球都比這些布朗隊投手的表現還要好，於是布朗隊的管理高層真的讓汀恩在1947年9月28日上場。而這場比賽也票房大賣，大家都想看看汀恩的身手是否能像從前一樣。結果汀恩主投4局無失分，還敲出一支安打。只不過他在跑壘時拉到腳退場，後來這場比賽也成為他的最終戰。

## 晚年與逝世
1961年10月，汀恩宣布他創立的公司會在隔年10月於麻州的Pachuta建造一個煤炭畫。
1974年7月17日，汀恩因為心臟病發去世，享年64歲。汀恩去世後，他的故居也被改名為Deanash（以他和妻子Nash的名字合併），並成為一家托兒所。

## 紀念

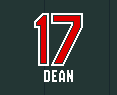
1974年，紅雀隊將汀恩的17號球衣退休。

1952年，在電影《紅雀的驕傲》（The Pride of St. Louis）中，由Dan Dailey飾演汀恩。
密西西比州的傑克森當地有一間名為迪齊·汀恩的博物館，用來表彰這位一代紅雀名將。現在這間博物館已經被合併到密西西比州運動名人堂暨博物館內。
1949年，美國詩人Ogden Nash在他的詩Line-Up for Yesterday裡提到了汀恩。
1936年，華納兄弟以汀恩為原型製作出一齣動畫短劇《布朗克斯的花花公子》(Boulevardier from the Bronx)。
2015年，Carolyn E. Mueller和插畫家Ed Koehler合作出版了一本書叫做《迪齊·汀恩與貧民窟小子們》(Dizzy Dean and the Gashouse Gang)。內容以汀恩、Paul Dean、喬·梅德威克、派柏·馬丁和總教練法蘭基·弗里許等人為故事主軸，並說明1934年紅雀隊如何拿下世界大賽冠軍的故事。

## 生涯投球數據
| 勝  | 敗 | ERA  | 出賽場次 | 先發 | 完投 | 完封 | 救援成功 | 投球局數 | 安打  | 自責分 | 被全壘打 | 保送 | 奪三振 | 勝率 | ERA+ |
| --- | -- | ---- | -------- | ---- | ---- | ---- | -------- | -------- | ----- | ------ | -------- | ---- | ------ | ---- | ---- |
| 150 | 83 | 3.02 | 317      | 230  | 154  | 26   | 30       | 1,967    | 1,919 | 661    | 95       | 453  | 1,163  | .644 | 130  |

不僅投球，汀恩在打擊上也很出色。他的生涯打擊率為2成25，並敲出8轟與76分打點。他在5次世界大賽的打擊率更是高達3成33，另外他生涯9成60的守備率也是投手最高。

## 延伸閱讀
- Gregory, Robert. (1992). Diz: The Story of Dizzy Dean and Baseball During the Great Depression. New York: Viking Press. ISBN 978-0-670-82141-9.
- Heidenry, John. (2007). The Gashouse Gang: How Dizzy Dean, Leo Durocher, Branch Rickey, Pepper Martin, and Their Colorful, Come-From-Behind Ball Club Won the World Series – and America's Heart – During the Great Depression. New York: PublicAffairs. ISBN 978-1-586-48419-4.
- Shapiro, Milton J. (1963). The Dizzy Dean Story. New York: Julian Messner.
- Smith, Curt. (1978). America's Dizzy Dean. St. Louis: Chalice Press. ISBN 978-0-827-20014-2.
- Staten, Vince. (1992). Ol' Diz: A Biography of Dizzy Dean. New York: HarperCollins. ISBN 978-0-060-16514-7.

## 外部連結
- 球員資訊和成績在MLB ，ESPN ，Retrosheet ，Baseball Reference ，Baseball Reference (Minors) ，Fangraphs ，The Baseball Cube （英文）
- 迪齊·汀恩在台灣棒球維基館上的頁面（繁體中文）